# Królowa potępionych
Królowa potępionych (tytuł oryg. The Queen of the Damned) – trzeci tom cyklu Kroniki wampirów amerykańskiej pisarki Anne Rice.
Po sześciu tysiącach lat Akasha, matka wampirów i królowa potępionych, wstaje ze swego kamiennego tronu. Jej zamiary szybko stają się jasne: przejęcie władzy nad światem żywych i umarłych, morderczy plan, w którego realizacji może przeszkodzić tylko najbłyskotliwsze z jej dzieci. Unicestwienie ludzi i unicestwienie krwiopijców wydaje się bliskie i nieuchronne...
Na podstawie tej książki i fragmentów Wampira Lestata powstał film Królowa potępionych z Aaliyah w tytułowej roli.

## Bohaterowie
- Lestat de Lioncourt – przedstawiony jako autor powieści, główny bohater, 200-letni wampir, w czasie powieści gwiazda rocka, jego muzyka wybudziła ze snu Akashę.
- Akasha – matka wszystkich wampirów, liczy sobie ponad 6000 lat, główna antagonistka powieści.
- Marius de Romanus – wampir z początków wieku, dawniej opiekował się Akashą i Enkilem, teraz chce pomóc Lestatowi.
- Louis de Pointe du Lac – mroczne dziecko Lestata, dawniej jego towarzysz i przyjaciel, teraz chce mu pomóc.
- Gabrielle de Lioncourt – biologiczna matka Lestata, uczyniona przez niego wampirem, chce pomóc swemu synowi.
- Jessica Miriam Reeves – członkini Talamaski, poszukuje Lestata, później staje się wampirem.
- David Talbot – generał Talamaski.
- Enkil – ojciec wszystkich wampirów, zamordowany na początku powieści przez Akashę.
- Khayman – niemal rówieśnik Akashy, próbuje pomóc Lestatowi.
- Maharet – niemal rówieśnica Akashy, siostra Mekare, przewodniczy sabatowi zwołanemu w celu pokonania Akashy.
- Mekare – bliźniacza siostra Maharet, pomaga w pokonaniu Akashy.
- Mael – towarzysz i wampirze dziecko Maharet.
- Daniel Molloy – w powieści autor „Wywiadu z wampirem”, przez lata kochanek Armanda i jego pierwsze dziecko.
- Armand – z pomocą Daniela odkrywa ‘ducha dzisiejszej epoki’, później pomaga w uratowaniu Lestata.
- Pandora – ratuje Mariusa z jego więzienia, pomaga w pokonaniu Akashy.
- Santino – towarzysz Pandory, razem z nią ratuje Mariusa.
- Eryk – starożytny wampir, uczestniczący w sabacie mającym na celu uratowanie Lestata.
- Azim – wampir, którego ludzie czczą jako boga krwi, zostaje zabity przez Akashę.
- Mała Jenks – poświęcony jest jej jeden z rozdziałów, kilkuletni wampir w ciele 14-letniej dziewczyny, zamordowana przez Akashę.